# 法国国防情报局
国防情报局（法語：Direction du renseignement militaire，縮寫：DRM）是法国的一个情报机构，其任务是为法国武装部队收集和集中管理军事情报信息。它成立于1992年海湾战争之后，其作用类似于国防情报局DIA（美国）、国防情報参謀部DI（英国）或格鲁乌GRU（俄罗斯联邦）。它是由陆军情报局（Bureaux de Renseignement des armées）和军事情报开发中心（Centre d'exploitation du Renseignement Militaire）合并而成。 DRM直接向参谋长和法国总统、法国军队的最高指挥官报告。
DRM是法国情报系统的一部分。